# Mad, Bad and Dangerous to Know (Dead or Alive)
Mad, Bad and Dangerous to Know è il terzo album della band britannica Dead or Alive pubblicato nel mese di febbraio 1987 dalla Epic Records, sotto produzione del trio Stock, Aitken & Waterman.

## Descrizione
L'album non riuscì a replicare il successo del precedente Youthquake, in quanto si piazzò in classifica alla posizione numero 27 (più successo in Germania dove si classificò al 21º posto).
Anche in questo album vennero estratti 4 singoli:
1. Brand New Lover, che si classificò al 31º posto nel Regno Unito (successo invece negli Stati Uniti, dove si piazzò alla posizione 1 nella classifica dance, e al 15º posto nella classifica dei singoli);
2. Something in My House, che si classificò alla posizione numero 12, mentre nella classifica dance americana si piazzò in 3ª posizione;
3. Hooked on Love, che si fermò alla 69ª posizione;
4. I'll Save You All My Kisses, che rimase fuori dalla Top75 inglese (posizione numero 78).

## Tracce
1. Brand New Lover – 5:19
2. I'll Save You All My Kisses – 3:33
3. Son of a Gun – 4:16
4. Then There Was You – 3:44
5. Come Inside – 4:28
6. Something in My House – 7:20
7. Hooked on Love – 3:53
8. I Want You – 4:13
9. Special Star – 4:09